# Canal 19 TV Guadalajara
Canal 19TV Guadalajara fue un canal de televisión abierta español que emitía para Guadalajara y Azuqueca de Henares.
Inició sus emisiones en 2008 con el nombre de Telearrica, posteriormente, cesó su actividad y estuvo de noviembre de 2009 a febrero de 2010 sin emisión. El pasado 1 de marzo de 2010, el canal fue lanzado nuevamente bajo el nombre de Canal 19 TV Guadalajara.
Su emisión era muy parecida a la de ABTeVe: emitía documentales, series, algunas películas antiguas y poco más. En pantalla se muestra durante las 24 horas del día un rótulo donde se muestran las noticias que suceden en Guadalajara y su provincia.
El canal emitía junto a Popular TV Guadalajara y CNC en el múltiplex local de Guadalajara y junto a CNC y ABTeVe en el múltiplex local de Azuqueca de Henares.
De momento, durante los meses de junio a julio de 2010, ha estado transmitiendo la programación del canal Astrocanal TV dedicado a la videncia.
Desde el pasado 1 de agosto, por las mañanas y de madrugada, retransmitía a Astrocanal TV, mientras que, por la tarde y por la noche, emitía pequeños programas y series como Casi perfectos de Antena 3, Duelo de Chefs y algún documental.
Según informan en un cartel informativo, sus emisiones en agosto son en pruebas, mientras en septiembre será cuando arranquen las emisiones regulares oficiales. 
El 31 de diciembre de 2011, el canal cesó sus emisiones. Sin embargo, unos meses después, el canal volvió a ver la luz rebautizado con el nombre de Canal 19 2.0. Sus emisiones se mantuvieron en el Mux 25 hasta que, finalmente y debido a problemas económicos, cesó sus emisiones el 1 de julio de 2013 a las 00:00. 